# Henry V của Anh
Henry V (16 tháng 9 năm 1386 – 31 tháng 8 năm 1422) là vua nước Anh cai trị từ năm 1413 tới khi băng hà. Trong triều đại ngắn ngủi của mình, vua Henry V đã đạt được nhiều chiến công vang dội trong cuộc chiến tranh Trăm Năm với nước Pháp, góp phần đưa vương quốc Anh vươn lên hàng cường quốc hùng mạnh bậc nhất châu Âu thời Trung Cổ. Là nhân vật chính trong vở kịch cùng tên Henry V của William Shakespeare, ông được xem như một trong những vị vua chiến binh lẫy lừng nhất trong lịch sử nước Anh.
Dưới triều đại của vua cha là Henry IV, hoàng tử Henry đã tích lũy nhiều kinh nghiệm trận mạc khi đàn áp các cuộc nổi loạn của Owain Glyndŵr ở xứ Wales và gia tộc Percy vùng Northumberland trong trận Shrewsbury. Sau đó, hoàng tử Henry đóng vai trò quan trọng trong triều đình khi vua Henry IV lâm bệnh nặng, nhưng những bất đồng giữa hai cha con đã dẫn đến nhiều cuộc xung đột chính trị. Năm 1413, khi vua Henry băng hà, hoàng tử Henry nắm quyền cai trị đất nước và tiếp nối khát vọng còn dang dở của tổ tiên_trở thành vua nước Pháp.
Năm 1415, Henry tuyên chiến với Pháp, tiếp diễn cuộc chiến tranh Trăm Năm giữa hai quốc gia. Tài năng quân sự kiệt xuất của vua Henry V đã giúp quân Anh giành chiến thắng tại trận Agincourt, đưa ông gần hơn với ngai vàng nước Pháp. Lợi dụng những chia rẽ chính trị trong triều đình Pháp, quân Anh tiếp tục thôn tính phần lớn lãnh thổ xứ lục lăng, dẫn đến sự sáp nhập vùng Normandy vào nước Anh lần đầu tiên kể từ giữa thế kỷ XIV.
Sau khi ký hiệp ước Troyes với Pháp (1420), vua Henry V trở thành nhiếp chính và thái tử (dauphin) tương lai của vương quốc Pháp, đồng thời, ông kết hôn với Vương nữ Catherine của Pháp. Tuy nhiên, vua Henry V đột ngột qua đời 2 năm sau đó, nên ngai vàng được thừa kế bởi người con duy nhất của ông, Henry VI_ vị vua duy nhất trong lịch sử cai trị cả 2 nước Anh và Pháp.

## Thời niên thiếu

### Xuất thân
Henry chào đời năm 1386, trong một tòa tháp tại cổng của lâu đài Monmouth (lý giải cho tên gọi Henry xứ Monmouth) thuộc xứ Wales. Ông là con trưởng của Henry xứ Bolingbroke (tức vua Henry IV sau này), và Mary de Bohun, khi bà mới 16 tuổi. Bà Mary mất khi sinh ở tuổi 24, trước khi Henry xứ Bolingbroke lên ngôi. Henry sinh ra dưới thời trị vì của người bác họ, Richard II. Do không có khả năng nối ngôi (vua Richard đã chọn bá tước Mortimer xứ March làm người kế vị), năm sinh của Henry cũng không được ghi chép chính thức. Trên thực tế, đến tận ngày nay nhiều tranh luận vẫn diễn ra xoay quanh việc năm sinh thực sự của ông là năm 1386 hay 1387. Tuy nhiên, theo suy luận thì cha mẹ Henry đã ở Monmouth suốt năm 1386, còn em trai ông là Thomas sinh vào mùa thu năm 1387, nên ngày sinh của ông được ghi nhận chính thức là 16 tháng 9 năm 1386.
Ông nội của Henry, John xứ Gaunt, là hoàng tử thứ của vua Edward III thuộc nhà Plantagenet, được vua cha phong làm công tước xứ Lancaster năm 1362. Từ đó, John trở thành tổ tiên của nhà Lancaster, gia tộc sẽ cai trị nước Anh gần 70 năm. Về sau, vua Edward chọn người cháu đích tôn, Richard lên nối ngôi (tức vua Richard II), và John được chọn làm cận vệ cho vị vua trẻ Richard.

Năm Henry 12 tuổi, cha ông bị đày vì tham gia nổi loạn và ông đã được vua Richard II trông nom, dạy dỗ và đối xử tử tế. Năm 1399, Henry tháp tùng vua Richard tới Ireland, thăm lâu đài Trim ở Meath, một địa điểm hội họp truyền thống lâu đời của quốc hội Ireland.

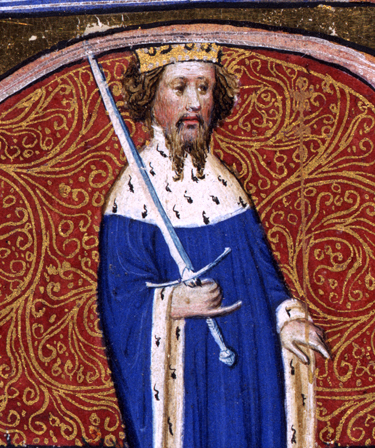
Vua Henry IV

Năm 1399, ông nội Henry là John xứ Gaunt qua đời. Cùng năm đó, vua Richard II bị lật đổ bởi phe Lancaster_những người sau đó tôn cha ông lên ngai vàng, tức vua Henry IV. Người con trai cả Henry được triệu hồi về nước Anh. Trong lễ đăng quang của vua cha, Henry được phong làm Thân vương xứ Wales. Ngày 10 tháng 11 năm 1399, ông được phong làm Công tước Lancaster. Ngoài ra, ông còn giữ tước vị công tước xứ Cornwall, bá tước xứ Chester và công tước xứ Aquitaine. Theo một ghi nhận gần đây, Henry đã từng theo học tại Queen's College (Oxford), dưới sự hướng dẫn của hiệu trưởng kiêm tổng giám mục Oxford là Henry Beaufort vào năm 1399, trước khi giữ chức giám quan vùng Cornwall kể từ năm 1400.

### Chiến công và thương tích đầu đời
Chưa đầy 3 năm sau đó, Henry trở thành chỉ huy của một phần quân đội Anh, khi ông mới 16 tuổi. Năm đó (1403), ông đánh bại Owain Glyndŵr ở xứ Wales (do vua Charles VI của Pháp viện trợ) rồi tiếp tục làm chỉ huy cánh trái quân Anh dưới quyền vua cha Henry IV đi trấn áp thành công cuộc nổi dậy do một lãnh chúa Norman Henry 'Hotspur' Percy cầm đầu tại trận Shrwesbury. Tuy nhiên, vị hoàng tử trẻ suýt mất mạng do bị trúng một mũi tên xuyên qua mặt, nhưng may mắn sống sót nhờ được điều trị tích cực (giả thiết cho rằng ông đã bật giáp bảo vệ mặt lên để có thể ra hiệu lệnh rõ ràng hơn, khiến cung thủ đối phương có thể nhắm bắn vào mặt). Trong suốt nhiều ngày liền, quan ngự y hoàng gia John Bradmore đã dùng mật ong để sát trùng vết thương, rồi dùng một công cụ đặc biệt để đưa đầu mũi tên ra khỏi mặt ông mà không gây bất kỳ chấn động nào, trước khi dùng cồn rửa vết thương. Cuộc phẫu thuật kết thúc tốt đẹp, nhưng vết thương đó đã để lại trên mặt Henry một vết sẹo vĩnh viễn như chứng tích chiến tranh trong cuộc đời ông. Bradmore sau đó đã ghi chép lại nó vào nhật ký riêng viết bằng tiếng La-tinh có tựa đề Philomena. Quá trình điều trị này cũng xuất hiện trong một tài liệu y thuật khuyết danh được viết bằng tiếng Anh cổ vào khoảng năm 1446.
Kể từ đó, Henry đã nhận thấy sự lợi hại của các cung thủ Cheshire nhờ vào loại cung dài uy lực của họ, khiến Henry chiêu mộ lực lượng này thăm gia chiến tranh với Pháp khi ông lên ngôi, góp phần quan trọng cho thắng lợi của quân Anh trong trận Agincourt.

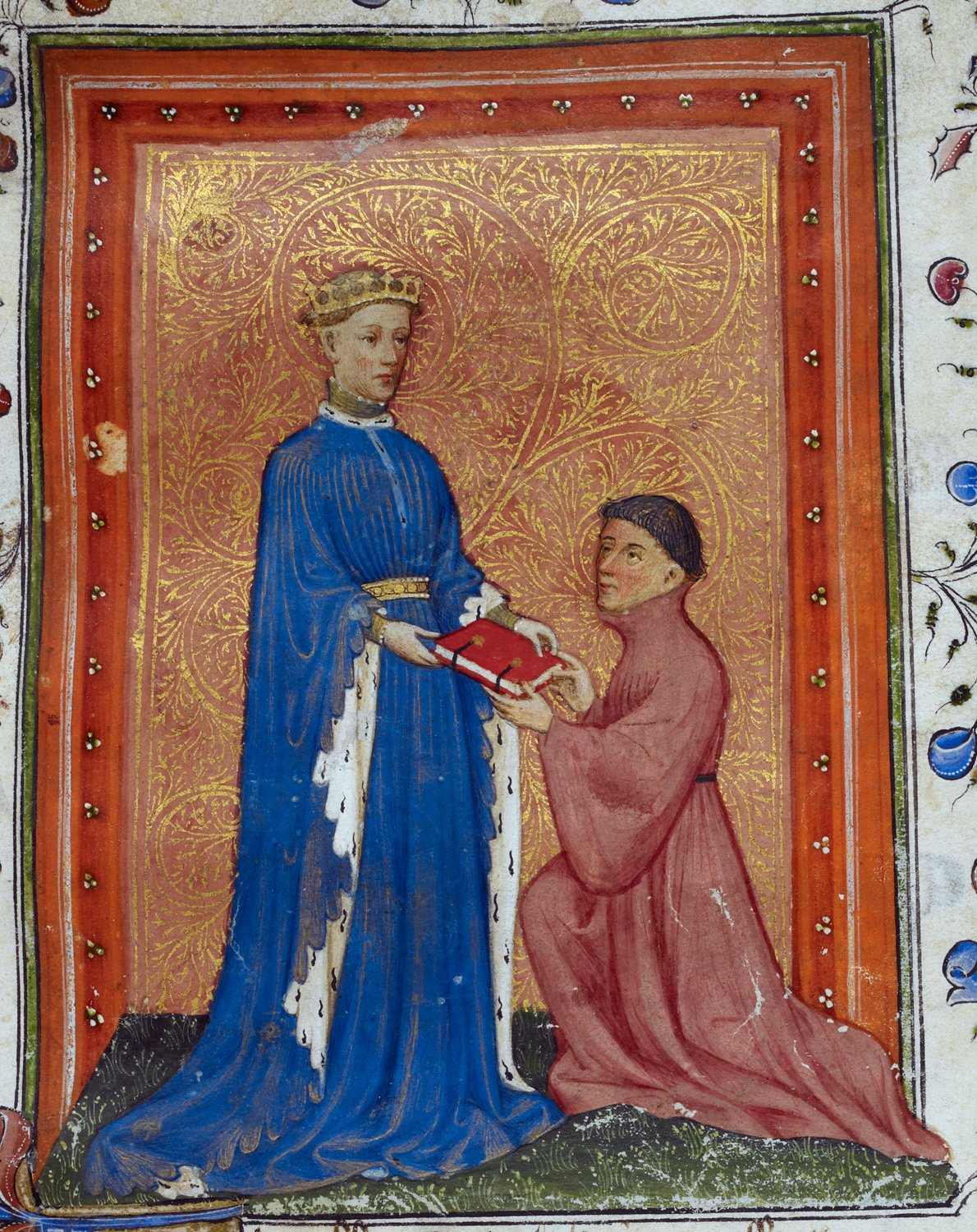
Hoàng tử xứ Wales Henry trao sách cho John Mowbray

### Tham gia chính trường và mâu thuẫn với vua cha
Cuộc nổi loạn của Owain Glyndŵr đã tiêu hao đáng kể binh lực cá nhân của Henry. Năm 1408, khi vua Henry IV lâm bệnh nặng, hoàng tử Henry tiến hành thâu tóm quyền lực chính trị. Kể từ tháng 1 năm 1410, nhờ sự trợ giúp của anh em Beaufort (các thầy và chú của ông), Henry đã nắm trọn quyền hành trong triều đình. Henry cho thấy sự khác biệt với vua cha trong chính sách đối nội và đối ngoại, khiến vua Henry IV phải bãi nhiệm con trai mình khỏi chính phủ từ tháng 11 năm 1411. Mâu thuẫn này từng khiến cho nhà Beaufort gợi ý cho Henry buộc cha mình thoái vị, bởi lẽ nó khiến uy tín của hoàng tử bị tổn hại nghiêm trọng.

### Giả thiết về tuổi trẻ thiếu kiểm soát
Đã có nhận định về thời niên thiếu đầy nông nổi của Henry, như mô tả của Shakespeare, một phần bởi các mâu thuẫn chính trị. Tuy nhiên, các sử sách viết về sự nghiệp chính trị, quân sự, và thậm chí cả đời tư thời trẻ của Henry đã bác bỏ nhận định trên. Một trong số đó là sự mâu thuẫn giữa Henry và tổng trưởng lý_câu chuyện mà trên thực tế không có ghi chép cụ thể cho đến năm 1531.
Một câu chuyện khác là về hiệp sĩ Falstaff_một người bạn thân của Henry và nhân vật quan trọng trong vở kịch Henry V của Shakespeare, vốn có tên thật là John Oldcastle. Ông ta đã đứng về phía gia tộc Lollard để chống lại Henry, khiến ông bị xử tử vài năm sau khi Henry lên ngôi, khiến gia đình của ông phải đổi họ thành Fastolf. Ngoài ra, các đối thủ chính trị khác bao gồm Thomas Arundel, tổng giám mục của Canterbury cũng bị Henry hạ bệ sau khi ông nối ngôi vua cha Henry IV vào năm 1413 (theo Thomas Walsingham), biến ông trở thành một con người khác, thận trọng hơn, điềm đạm hơn.

## Cai trị

### Lên ngôi
Ngày 20 tháng 3 năm 1413, vua Henry IV băng hà. Người con trai cả Henry lên nối ngôi, đăng quang ngày 9 tháng 4 cùng năm tại tu viện Westminster, tức vua Henry V. Nghi lễ diễn ra giữa một cơn bão tuyết kinh hoàng, nhưng phần đông dư luận thời đó lại không cho đó là điềm gở. Vua Henry được mô tả là ''người cao lớn (khoảng 6 feet 3 inch), gầy, với mái tóc đen được tỉa tròn phía trên hai tai, trong khi bên dưới được cạo nhẵn. Mặt Henry hồng hào với chiếc mũi nhọn, còn đôi mắt ánh lên tia sáng như một con sư tử kiêu hãnh''.

### Đối nội

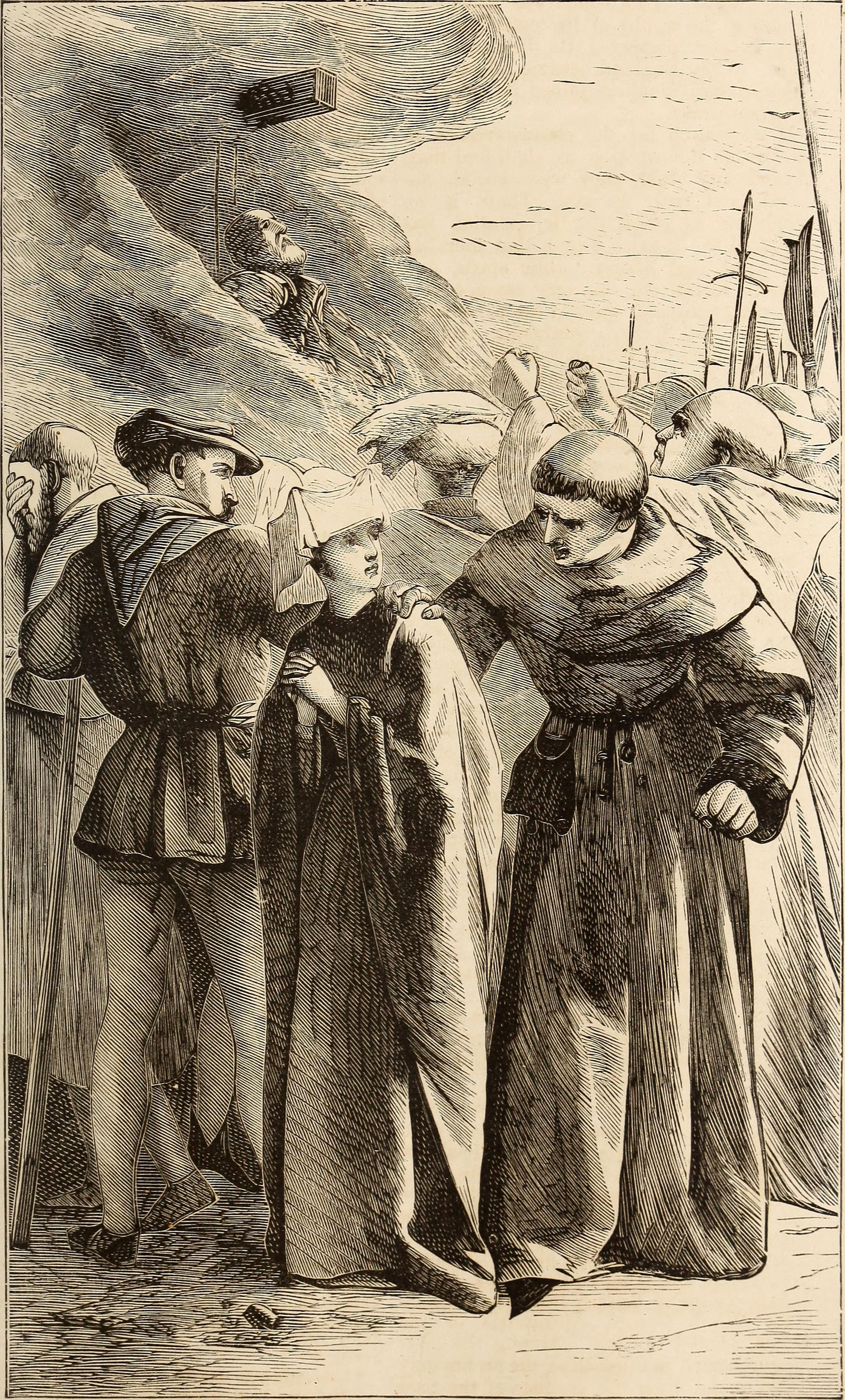
John Oldcastle bị thiêu sống, tranh vẽ năm 1870

Henry V đã thay đổi tất cả sách lược đối nội được thi hành không nhất quán dưới thời Henry IV và xây dựng một chính sách duy nhất được áp dụng cho cả vương quốc. Đầu tiên, Henry tuyên bố rằng nước Anh dưới sự cai trị của ông sẽ trở thành trung tâm đầu não mọi mặt, góp phần thúc đẩy sự thống nhất đất nước trong hòa bình. Vua Henry V xóa bỏ mọi hiềm khích trước đây: phục hồi danh dự cho vua Richard II, trọng dụng bá tước Edmund Mortimer xứ March; tước vị và lãnh địa của tất cả quý tộc bị đoạt mất dưới triều đại Henry IV đều được khôi phục. Lúc bấy giờ, gia tộc Glyndŵr vẫn nổi dậy ở nhiều nơi trên khắp nước Anh. Đầu năm 1415, vua Henry V đề nghị ân xá và giảng hòa với Maredudd,con trai của Owain, từ đó cuộc nổi loạn của gia tộc này chấm dứt hẳn.
Tuy nhiên, vua Henry cũng thực hiện hàng loạt động thái quyết liệt như thanh trừng phe Lollard năm 1414, dẫn đến việc xử tử các thủ lĩnh nổi dậy, bao gồm vụ thiêu sống John Oldcastle, bạn thân của nhà vua vào cuối năm 1417.Vì vậy, trong suốt triều đại của Henry, nước Anh không phải chứng kiến bất kỳ một cuộc khủng hoảng nghiêm trọng nào, ngoại trừ Âm mưu Southampton nhằm đưa bá tước Mortimer lên ngai vàng do Henry (lãnh chúa xứ Scrope) và bá tước Richard xứ Cambridge (ông nội của vị vua sáng lập nhà Tudor, Edward IV). Tuy nhiên, bá tước Mortimer vẫn trung thành với vua Henry V, khiến âm mưu này bị lật tẩy.
Kể từ tháng 8 năm 1417, Henry V đi tiên phong trong việc cải cách, đưa tiếng Anh cổ làm ngôn ngữ chính thức thay cho tiếng Pháp trên toàn lãnh thổ Anh quốc, và ông là vị vua đầu tiên dùng tiếng Anh trong giao tiếp cá nhân kể từ cuộc chinh phạt của người Norman 350 năm trước. Nhiều thế kỷ sau đó, tiếng Anh tiếp tục phát triển và truyền bá rộng rãi khắp thế giới khi thời kỳ thực dân Anh cai trị 1/4 diện tích thế giới vào thế kỷ XVIII-XIX. Hiện nay, thành tựu của vua Henry góp phần đưa tiếng Anh trở thành ngôn ngữ phổ biến nhất thế giới và cả trong lịch sử nhân loại.

### Đối ngoại

#### Ngoại giao

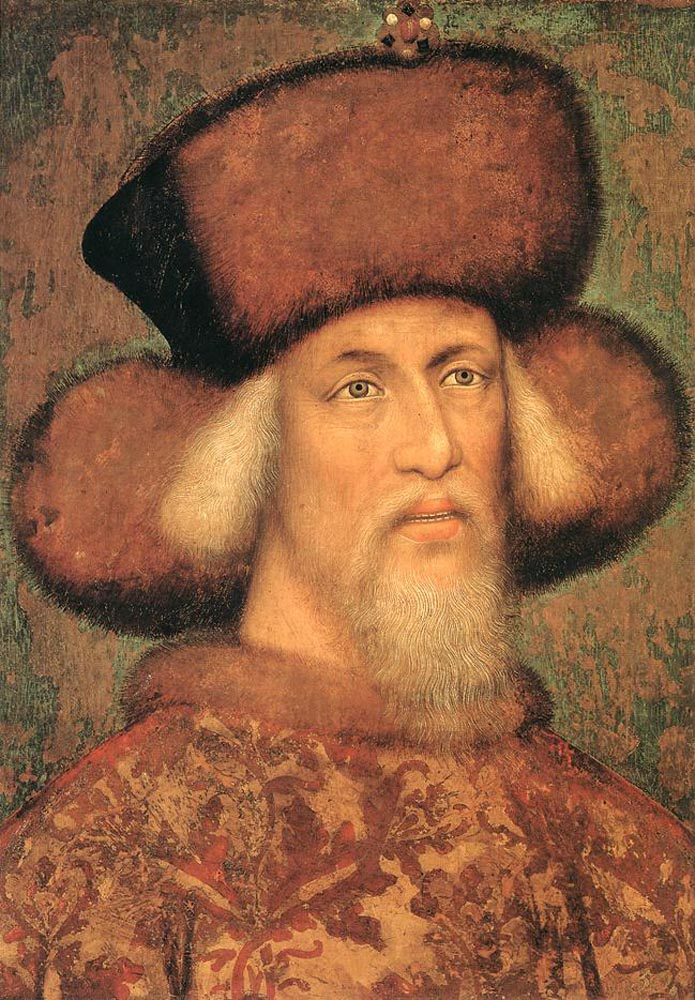
Chân dung hoàng đế La Mã Thần Thánh Sigismund, 1433

Sau khi ổn định nội bộ nước Anh, vua Henry V tiếp tục thực hiện các chính sách ngoại giao với các quốc gia ở lục địa Châu Âu. Ông kết minh với đế quốc Đan Mạch thông qua hôn nhân giữa em gái ông, công chúa Philippa, và vua nước này là Erik nhà Pomerania năm 1406. Trước đó, một người em gái khác của vua Henry là công chúa Blanche đã kết hôn với thủ hiến liên bang Rhine đương nhiệm Louis III từ năm 1402.
Ngoài ra, vua Henry V cũng có quan hệ mật thiết với vua Sigismund của Hungary (hoàng đế La Mã Thần Thánh sau này), khi Sigismund trở thành trung gian hòa giải giữa Anh và Pháp, góp phần giúp cho hiệp ước Troyes được kí kết, đưa Henry trở thành người cai trị thực tế của hai nước Anh-Pháp sau này
Chính sách ngoại giao với nước Pháp lại là một sự khác biệt. Một số sử sách đời sau cho rằng Henry đã được hội đồng quốc gia khuyên tiếp tục chiến tranh với Pháp vì trước đây họ đã xúi giục và bảo trợ cho Owain Glyndŵr nổi loạn chống lại nước Anh để thừa cơ thôn tính vùng Aquitaine của Anh. Bên cạnh đó, nội bộ triều đình nước Pháp đang khủng hoảng, khi vua Pháp là Charles VI mắc bệnh hoang tưởng, cho rằng cơ thể ông ấy được làm bằng kính, trong khi người con trai lớn nhất còn sống của Charles vẫn còn trẻ tuổi và là một người thiếu quyết đoán. Quan trọng hơn cả, các vị vua tiền nhiệm nhà Plantagenet từ thời vua Edward III đã tranh giành ngai vàng nước Pháp. Từ đầu năm 1415, vua Henry V bắt đầu tìm nguồn kinh phí cho cuộc chiến. Ngoài nguồn thuế thu, phần lớn chiến phí được vua Henry vay mượn từ Richard Whittington_một nhà buôn nổi tiếng, đồng thời là đối tác uy tín dưới thời vua Richard II và Henry IV. Gần như toàn bộ phục sức trong cung điện đều được mang ra thế chấp để vay tiền.

#### Chiến tranh Anh-Pháp (1415)

Lược đồ diễn biến trận Agincourt

Ngày 12 tháng 8 năm 1415, vua Henry V dẫn quân vượt eo biển Manche, đến thành phố cảng Harfleur (miền bắc nước Pháp) và bao vây thành phố này trong gần 1 tháng, trước khi chiếm được nó vào ngày 22 tháng 9. Quân Anh đã tổn thất 30% quân số, chủ yếu là do bệnh kiết lỵ_một bệnh truyền nhiễm dễ gây tử vong thời bấy giờ. Sau đó, quân Anh tiếp tục hành quân đến Calais, mặc cho sự cảnh báo của hội đồng quân sự.

##### Trận Agincourt
Vào ngày 25 tháng 10 (ngày lễ thánh Crispin), khoảng 30.000 kị binh Pháp giáp mặt 6.000 quân Anh của vua Henry trên một cánh đồng tại làng Agincourt. Mặc dù rất mệt mỏi, đói ăn và bị áp đảo quân số, vua Henry đã cổ vũ tinh thần chiến đấu của quân Anh, bằng một cuộc hùng biện đầy lôi cuốn, được biết đến là cuộc diễn thuyết ngày lễ thánh Crispin. Với tài năng quân sự đã được kiểm chứng trong hơn 10 năm chinh chiến, vua Henry nhanh chóng bố trí đội hình, với trọng tâm là lực lượng cung thủ Cheshire-Wales mà ông tâm đắc, cùng với sự yểm trợ của bộ binh. Mặt khác, vào đêm trước trận chiến, một cơn mưa lớn đã khiến mặt đất trở nên lầy lội, hình thành địa hình bất lợi cho kị binh Pháp. Kết quả, họ bị sa lầy trong vũng bùn mà không thể phá tan phòng tuyến quân Anh, đồng thời bị đặt vào tầm bắn hiệu quả của cung thủ đối phương.
Chiến thắng ở Agincourt được xem là một trong những chiến công hiển hách nhất của quân Anh trong chiến tranh Trăm Năm, sánh ngang với trận Crécy (1346) và trận Poitiers (1356).
Trong thời gian diễn ra trận đánh, Henry ra lệnh xử tử các tù binh Pháp, mặc dù một vài quý tộc có thể được trao trả để đổi lấy chiến lợi phẩm. Nhà sử học Cambridge Brett Tingley cho rằng các tù binh Pháp có thể nổi dậy khi phần lớn quân Anh đối mặt với đợt xung kích cuối cùng của kị binh đối phương, buộc vua Henry phải ra quyết định này. Tuy nhiên, điều này đã khiến các chiến dịch tiếp theo của quân Anh gặp trở ngại bởi sức kháng cự quyết liệt từ các thành phố Pháp, khi người Pháp cảm thấy không có đường sống nếu đầu hàng người Anh.
Tóm lại, thắng lợi ở Agincourt qua góc nhìn của người Anh chỉ là bước khởi đầu cho chiến dịch khôi phục lãnh thổ đã mất trở lại sự cai trị của nước Anh, đồng thời mở ra cơ hội khả quan để vua Henry V làm vua Pháp.

#### Làm chủ eo biển Manche
Năm 1416, Pháp liên minh với Cộng hòa Genoa_một thế lực hàng hải hùng mạnh bậc nhất châu Âu đương thời, bao vây Harfleur do người Anh kiểm soát, nhằm chiếm lại hải cảng quan trọng này. Để bảo vệ Harfleur, vua Henry đã cử em trai ông, công tước John xứ Bedford chỉ huy hải quân xuất phát từ mũi Beachy vào ngày 14 tháng 8. Ngày hôm sau, công tước Bedford đánh bại liên quân Pháp-Genoa vào bảo vệ thành công Harfleur sau một cuộc hải chiến kéo dài 7 giờ đồng hồ, nhưng công tước Bedford đã tử trận. Sau đó, Henry ký hiệp ước Canterbury với Pháp, dưới sự chứng kiến của hoàng đế Sigismund, tạo tiền đề cho sự chấm dứt tình trạng ly giáo Tây phương trong giáo hội Anh.

#### Chiến dịch nước Pháp (1417-1419)

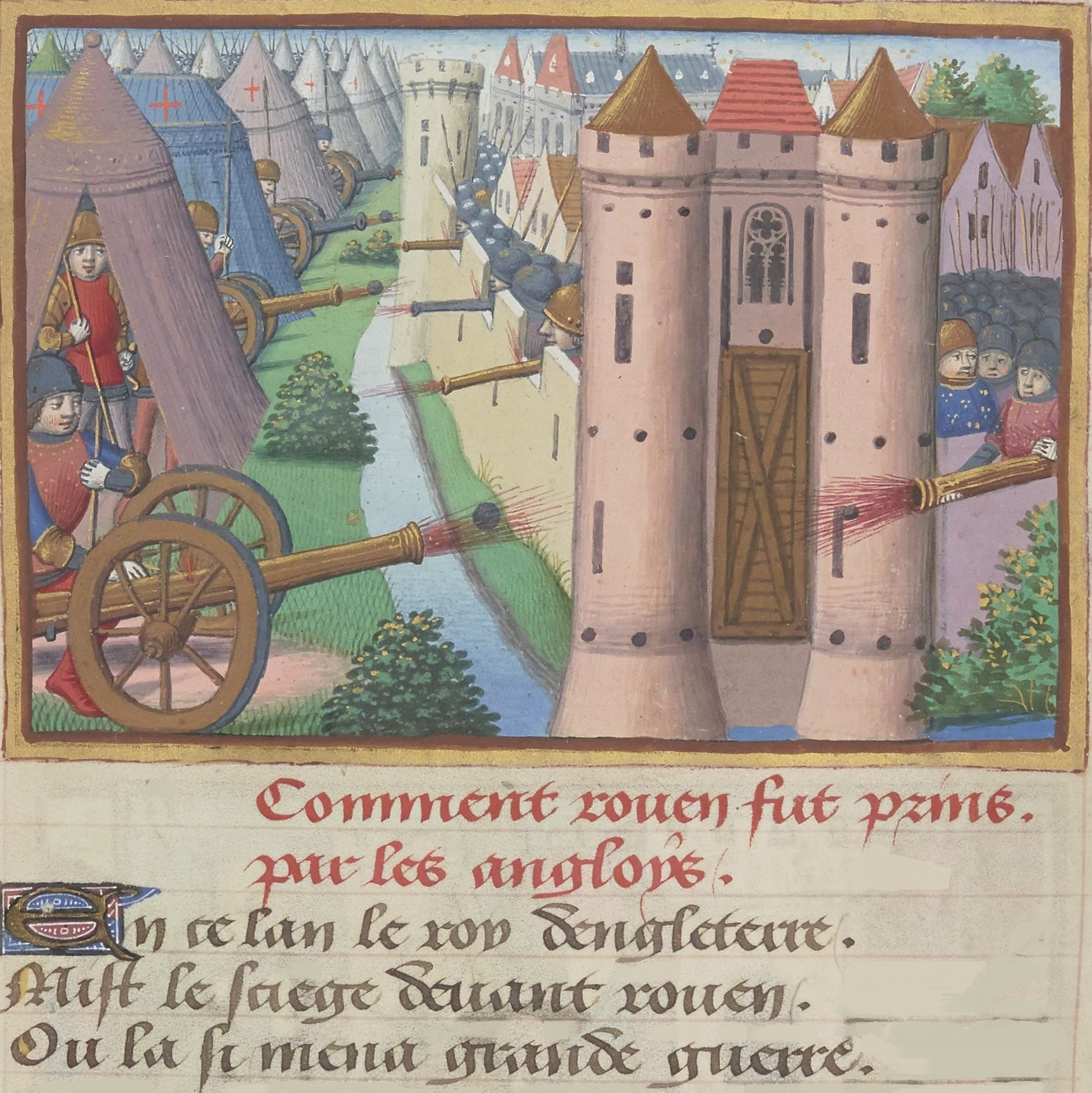
Cuộc vây hãm Rouen (1418-1419), tranh vẽ năm 1484

Sau khi loại bỏ 2 đối thủ tiềm tàng và sau 2 năm chuẩn bị hậu phương, Henry phát động một cuộc chiến quy mô lớn vào năm 1417. Quân Anh chiếm Caen, lần lượt thôn tính vùng Hạ Normandy một cách nhanh chóng, trước khi cắt đứt đường liên lạc giữa Rouen (thủ phủ vùng Normandy) và Paris. Vua Henry V tiến hành bao vây và sử dụng pháo binh tấn công thành phố này. Đây là một trong những đội quân châu Âu đầu tiên sử dụng thuốc súng trong chiến tranh. Thế nhưng, quân trấn thủ Roeun không đầu hàng vì họ tin rằng đầu hàng người Anh đồng nghĩa với cái chết, như tất cả hàng binh Pháp tại Agincourt. Để ngăn chặn sự tiếp viện từ bên ngoài, vua Henry đã xúi giục hai gia tộc quyền lực nhất nước Pháp thời bấy giờ là Bourgogne và Armagnacs gây chiến lẫn nhau, khiến hầu hết các gia đình quý tộc Pháp đều bị cuốn vào cuộc nội chiến này.
Nhiều tuần sau đó, Rouen thiếu lương thực trầm trọng, đặc biệt là phụ nữ và trẻ em, buộc họ xông ra cửa thành cầu xin vua Henry với hy vọng rằng quân Anh mở vòng vây cho họ thoát khỏi thành phố đang đói khát và bệnh tật này. Nhưng vua Anh từ chối. Sau đó, rất nhiều người dân Rouen chết đói, xác chết la liệt khắp đường phố. Đó cũng là lúc cuộc nội chiến Bourgogne-Armagnacs lên cao trào, khiến Rouen bị cô lập hoàn toàn và người dân bắt đầu tuyệt vọng vì không được chi viện. Kế sách chia rẽ nội bộ của vua Henry đã phát huy tác dụng.
Cuối cùng, tháng 1 năm 1419, Rouen thất thủ. Những người Norman ngăn cản quân Anh bị trừng phạt tàn khốc: Alain Blanchard bị xử tử vì đã treo cổ tù binh Anh trên tường thành Rouen; Robert de Livet và Canon de Rouen bị giam cầm tại Anh suốt 5 năm sau đó vì đã từ chối thỏa hiệp với người Anh.

#### Hiệp ước Troyes
Đến tháng 8 năm đó, quân Anh tiến đến sát tường thành Paris. Sự sợ hãi trong triều đình Pháp đã khiến thái tử Pháp Charles (vua Charles VII tương lai của nước Pháp) ra lệnh ám sát công tước John xứ Bourgogne tại Montereau vào ngày 10 tháng 9. Công tước mới của Bourgogne, Philip, và cả triều đình Pháp đều đầu hàng trước quân đội của vua Henry. 6 tháng sau đó, hiệp ước Troyes được ký kết, qua đó:
- Vua Henry V của nước Anh sẽ trở thành nhiếp chính và thái tử nước Pháp.
- Vua nước Anh sẽ kết hôn với con gái của vua Charles VI, Catherine của Pháp.

Ngày 2 tháng 6 năm 1420, vua Henry kết hôn với Catherine tại thánh đường Troyes. Đến tháng 12 năm 1421, Catherine hạ sinh Vương tử Henry tại cung điện Windsor. Đây cũng là người con duy nhất của vua Henry V và Vương hậu Catherine, nghiễm nhiên trở thành người kế vị ngai vàng Anh-Pháp.
Trong nửa cuối năm 1420, vua Henry tiếp tục chinh phục một vài các quý tộc Pháp. Tháng 6, quân Anh bao vây và chiếm được pháo đài Montereau-Fault-Yonne (gần Paris) vào tháng 7. Đến tháng 11, thành phố Melun cũng thất thủ. Vua Henry trở về Anh quốc không lâu sau đó và giao lại cho người em trai Thomas, công tước xứ Clarence làm tổng tư lệnh quân Anh trên đất Pháp, tiếp tục chinh phục các quý tộc còn lại.

#### Chiến dịch năm 1421
Tháng 3 năm 1421, quân Anh do Thomas chỉ huy đã thất bại trước liên quân Pháp-Scotland tại trận Baugé và tử trận. Để trả thù cho em trai và tiếp tục chiến dịch dang dở, ngày 10 tháng 6, vua Henry V đích thân trở lại Pháp nhằm ổn định lại tình hình. Từ tháng 7 đến tháng 8 năm đó, vua Henry chỉ huy quân Anh chiếm 2 pháo đài Dreux và Chartres. Ngày 6 tháng 10, ông bao vây thành Meaux, trước khi chinh phục nó vào ngày 11 tháng 5 năm 1422. Đây cũng là chiến dịch cuối cùng của vua Henry V.

## Băng hà
Ngày 31 tháng 8 năm 1422, vua Henry đột ngột băng hà tại lâu đài Château de Vincennes ở phía đông Paris, khi chỉ mới 35 tuổi, ở ngôi được 9 năm. Nguyên nhân cái chết của ông có thể là do bệnh kiệt lỵ, khi ông đang bao vây Meaux, vì rất nhiều binh lính Anh cũng mắc bệnh lỵ trong khoảng thời gian này. Tuy nhiên theo nhiều chuyên gia, bệnh lỵ không thể kéo dài lâu như vậy, và họ đề nghị rằng vua Henry chết vì bị sốc nhiệt, khi mà ngày trước đó, ông đã cưỡi ngựa mặc giáp toàn thân giữa trời nắng nóng oi ả.
Không lâu sau khi vua Henry băng hà, hoàng tử Henry chưa đầy 1 tuổi lên ngôi vua,tức vua Henry VI; chú của nhà vua John, công tước xứ Bedford, được chọn làm nhiếp chính Anh-Pháp. Thi thể của vua Henry được John Sutton, lãnh chúa Dudley, đưa về nước Anh và an táng theo nghi lễ hoàng gia tại tu viện Westminster.
Vua Henry qua đời khi chưa kịp trở thành vua Anh đầu tiên cai trị toàn nước Pháp. Nhưng con trai ông, Henry VI, đã hoàn thành được khát vọng đó của tổ tiên mình, trở thành vị vua Anh duy nhất trong lịch sử làm vua nước Pháp. Tuy nhiên, Henry đã không đủ tài năng như người cha vĩ đại, khiến cho ngôi vua của nhà Lancaster bị nhà York và nhà Tudor chiếm đoạt.

## Nhận định và vinh danh
Cuộc đời và tài năng của vua Henry V có nhiều điểm tương đồng với Alexander Đại Đế của Macedonia cổ đại: cả hai đều là những danh tướng kiệt xuất, chưa bao giờ chịu thất bại trên chiến trường, đặc biệt là cùng chỉ huy những quân đội nhỏ bé chống lại các cường quốc hùng mạnh bậc nhất ở thời đại của mỗi người (vua Henry đánh bại đế quốc Pháp_được xem là truyền nhân của đế quốc La Mã, còn quân đội Macedonia của hoàng đế Alexander đánh bại đế quốc Achaemenid Ba Tư hùng mạnh nhất thế giới cổ đại). Đồng thời, cả hai vị vua chiến binh này đều qua đời khi còn rất trẻ (vua Henry V mất khi 35 tuổi, trong khi Alexander Đại Đế chỉ sống đến năm 32 tuổi). Chính vì sự tương đồng này, vua Henry xứng đáng được xem là những danh tướng vĩ đại nhất trong lịch sử, bên cạnh những vị quốc trưởng chiến binh vĩ đại khác ngoài Alexander như Julius Caesar, Thành Cát Tư Hãn, Timur, Napoleon Bonaparte, hay Pyotr Đại Đế. Ngoài ra, vua Henry còn có khả năng chính trị cực kỳ xuất sắc, thống nhất nước Anh không phải bằng bạo lực, mà bằng sự bao dung, tha thứ, hào phóng, sẵn sàng xóa bỏ hận thù mà cùng nhau chung sống hòa bình. Ngoài ra, vua Henry còn là một nhà cải cách vĩ đại, đưa nước Anh từ một đảo quốc lạc hậu trở thành một siêu cường hàng đầu châu Âu, góp phần đưa tiếng Anh trở thành ngôn ngữ phổ biến nhất thế giới cho đến tận ngày nay. Vua Henry V được liệt vào danh sách 100 Greatest Britons (100 người Anh vĩ đại nhất). Ông còn là nhân vật của các vở kịch Henry IV, phần 1, Henry IV, phần 2 và Henry V do William Shakespeare sáng tác.